# Lössnaren
Lössnaren är en sjö i Gävle kommun i Gästrikland och ingår i Hamrångeåns huvudavrinningsområde. Sjön har en area på 0,435 kvadratkilometer och ligger 25 meter över havet.

## Delavrinningsområde
Lössnaren ingår i det delavrinningsområde (676064-156704) som SMHI kallar för Utloppet av Lössnaren. Medelhöjden är 34 meter över havet och ytan är 2,84 kvadratkilometer. Det finns inga avrinningsområden uppströms utan avrinningsområdet är högsta punkten. Vattendraget som avvattnar avrinningsområdet har biflödesordning 2, vilket innebär att vattnet flödar genom totalt 2 vattendrag innan det når havet efter 10 kilometer. Avrinningsområdet består mestadels av skog (70 procent). Avrinningsområdet har 0,43 kvadratkilometer vattenytor vilket ger det en sjöprocent på 15,3 procent.